# Łaziska Górne
Łaziska Górne [waˈʑiska ˈgurnɛ] (deutsch Ober Lazisk, oberschlesisch Gůrne Łaźiska) ist eine Stadt mit 22.000 Einwohnern in Polen. Sie liegt 5 km südwestlich von Mikołów im oberschlesischen Steinkohlenrevier und gehört dem Powiat Mikołowski in der Woiwodschaft Schlesien an.

## Geschichte
Der Ort im Plesser Land wurde etwa zu Beginn des 14. Jahrhunderts von deutschen Siedlern gegründet und war jünger als das Nachbardorf Mittel Lazisk. Der heutige Stadtteil Nieder Lazisk wurde nach Magdeburger Recht gegründet. Bis zum Ende des 18. Jahrhunderts war Ober Lazisk ein hauptsächlich von Landwirtschaft geprägtes Dorf, in dem lediglich seit etwa 1680 eine Glashütte betrieben wurde, die am 24. Juni 1738 zerstört wurde, als der Ort durch eine Windhose schwere Schäden erlitt. Dieses Ereignis wurde in Form von fortgewehten Blättern in einem Siegel von 1760 erstmals aufgegriffen, das später als Wappen der Stadt angenommen wurde.
Im Jahre 1779 gründete der Fürst von Pleß, Friedrich Ferdinand Anhalt-Köthen, dort die erste Steinkohlengrube Heinrichsglück. 1839 begann auch der Steinkohlenbergbau in Ober Lazisk, nach dem bereits seit 1779 in Nieder Lazisk Kohle gefördert wurde. Die Grube Augustenfreude stand aber nicht lange im Betrieb, 1842 wurde sie wieder aufgenommen und 1850 folgte die Brade-Grube. Am 30. Dezember 1856 nahm die Eisenbahn von Nikolai nach Orzesche über Ober Lazisk ihren Betrieb auf, 1883 wurde die Strecke nach Tichau eröffnet.
Im Jahre 1893 erfolgte die Weihe der katholischen Kirche.
Die Grube Augustenfreude war 1895 ausgekohlt, im Jahre 1914 begann die Prinzengrube mit der Förderung. Ober Lazisk wuchs zu einer ansehnlichen Siedlung für Bergarbeiter, von denen einige Mitarbeiter aus Polen eingewandert waren. 1917 entstand ein Elektrizitätswerk und eine Hütte bei der Prinzengrube. Neben dem Bergbau und der Kohleverstromung entstand 1910 eine Sprengstofffabrik.
Im Zuge der Aufstände in Oberschlesien besetzten polnisch gesinnte Bergleute vom 19.–25. August 1920 während des zweiten polnischen Aufstandes in Oberschlesien unter Führung von Korfanty den Polizeiposten in Nikolai.
Bei der Volksabstimmung in Oberschlesien vom 20. März 1921 votierten offiziell 84,6 % der abgegebenen Stimmen für Polen. 1922 kam das Dorf im Kreis Pleß zum nun polnisch gewordenen Ostoberschlesien. Unstimmigkeiten bei der Volksabstimmung spiegeln sich bei einem Besuch Korfantys sowie dessen Sohn 1922 in Ober Lazisk wider, als diese, von den Einheimischen bedroht, fluchtartig und unter Gewaltanwendung den Ort verlassen mussten. Die 1920er Jahre waren zudem von teilweise gewalttätigen Konflikten um die starke, im Ort verwurzelte deutsche Minderheit und der polnischen Administration geprägt. Es gab nationalistisch motivierte Bombenattentate von Seiten der Polen gegen die einheimische deutschgesinnte Bevölkerung. Am bekanntesten war der Bombenanschlag auf das damalige Gasthaus Mucha. Die deutsche Minderheitenschule existierte faktisch aus eigenem Antrieb der ansässigen deutschgesinnten Bevölkerung seit 1924. Ober Lazisk wurde zum Politik im Völkerbund, als Polen entgegen der Bestimmungen die deutsche Minderheitenschule schloss. Die deutsche Bevölkerung, besonders ihr Schulwesen, litten unter Schikanen der polnischen Behörden, die ihre unrechtmäßige Schließung anordnete. Die Presse berichtete seinerzeit ausführlich über den fehlenden Schutz für die deutsch gesinnte Bevölkerung durch die örtliche polnische Polizei bei antideutschen Aktionen.
Bereits am 1. September 1939 war der nunmehr grenznahe Ort Schauplatz blutiger Kämpfe. Flugzeuge der Deutschen Luftwaffe beschossen die im Kirchturm verschanzten polnischen Einheiten, am 3. September 1939 wurde die Kirche durch deutsche Artillerie schwer beschädigt. Sie war die einzige Kirche, die bei den Kämpfen als einzige praktisch vollständig zerstört wurde. Ein Großteil der aufgegriffenen männlichen Zivilisten wurden, nach ihrer Internierung in der Kirche in Orzesche durch die nachrückenden deutschen Truppen, präventiv in einem Gefangenenlager Nürnberg interniert, aus dem sie wenige Monate später heimkehren konnten. Nach dem Überfall auf Polen 1939 wurde Ober Lazisk wie das übrige Ostoberschlesien völkerrechtswidrig in das Deutsche Reich eingegliedert. Während des Zweiten Weltkriegs folgte der Entschluss, Ober-Lazisk in Prinzengrube umzubenennen. Die Umbenennung kam jedoch nicht mehr zustande. Die Bewohner des Ortes waren während des Zweiten Weltkrieges voll in die Strukturen des Deutschen Reiches integriert und leisteten ihren Wehrdienst in den deutschen Streitkräften ab. Am Nachmittag des 27. Januar wurde der Ort nach heftigen Gefechten von der Roten Armee erobert und die Artillerie gegen Tichau in Stellung gebracht. Unmittelbar nach Einnahme des Ortes wurden die Bewohner willkürlich und in großer Zahl sowohl von sowjetischen Einheiten als auch von polnischer Miliz sowie ihren Kollaborateuren zusammengetrieben und im Zuge der „Oberschlesischen Tragödie“ nach Sibirien deportiert. Wie überall in Schlesien wurde ein Teil der angestammten Bevölkerung brutal von den neuen Machthabern enteignet und vertrieben. Das Bekenntnis zur deutschen Gesinnung und zur deutschen Herkunft war seitdem bei den Einheimischen in ganz Oberschlesien politisch Tabu und wurde, insbesondere in der unmittelbaren Nachkriegszeit, mit drakonisch harten Strafen verfolgt. Die Bevölkerungszusammensetzung änderte sich mit dem Zuzug von Polen, welche insbesondere im Bergbau Verwendung. Nach dem Ende des Zweiten Weltkrieges wurde Łaziska Górne polnisch und der Umbau zu einem Industriestandort begann. Einer 1949 errichteten weiteren Hütte folgten 1954 ein großes Betonwerk für Fertigbauteile sowie ein Chemisches Werk. Łaziska Górne erhielt 1951 Stadtrecht.
Bei der Gemeindegebietsreform von 1973 wurde Łaziska Średnie (Mittel Lazisk), das seit dem 13. November 1964 den Status einer stadtartigen Siedlung besaß, einschließlich des Ortsteiles Łaziska Dolne (Nieder Lazisk) sowie Teilen von Mokre (Mokrau) eingemeindet. Dadurch vergrößerte sich die Stadt von 10,69 km² auf 20 km² Fläche.
Zur Stadtgemeinde gehört noch der Ort Zgoń (Zgoin).
In den letzten Jahren kam es zu größeren Entlassungen im Steinkohlenbergbau von Łaziska Górne und Demonstrationen von Bergleuten.

### Einwohnerentwicklung
1783: 00187 Einwohner

1825: 00493

1885: 01.674 zzgl. 434 im Gutsbezirk

1905: 01.948 zzgl. 627 im Gutsbezirk

1931: 05.400

1961: 08.428

1970: 10.794

## Politik

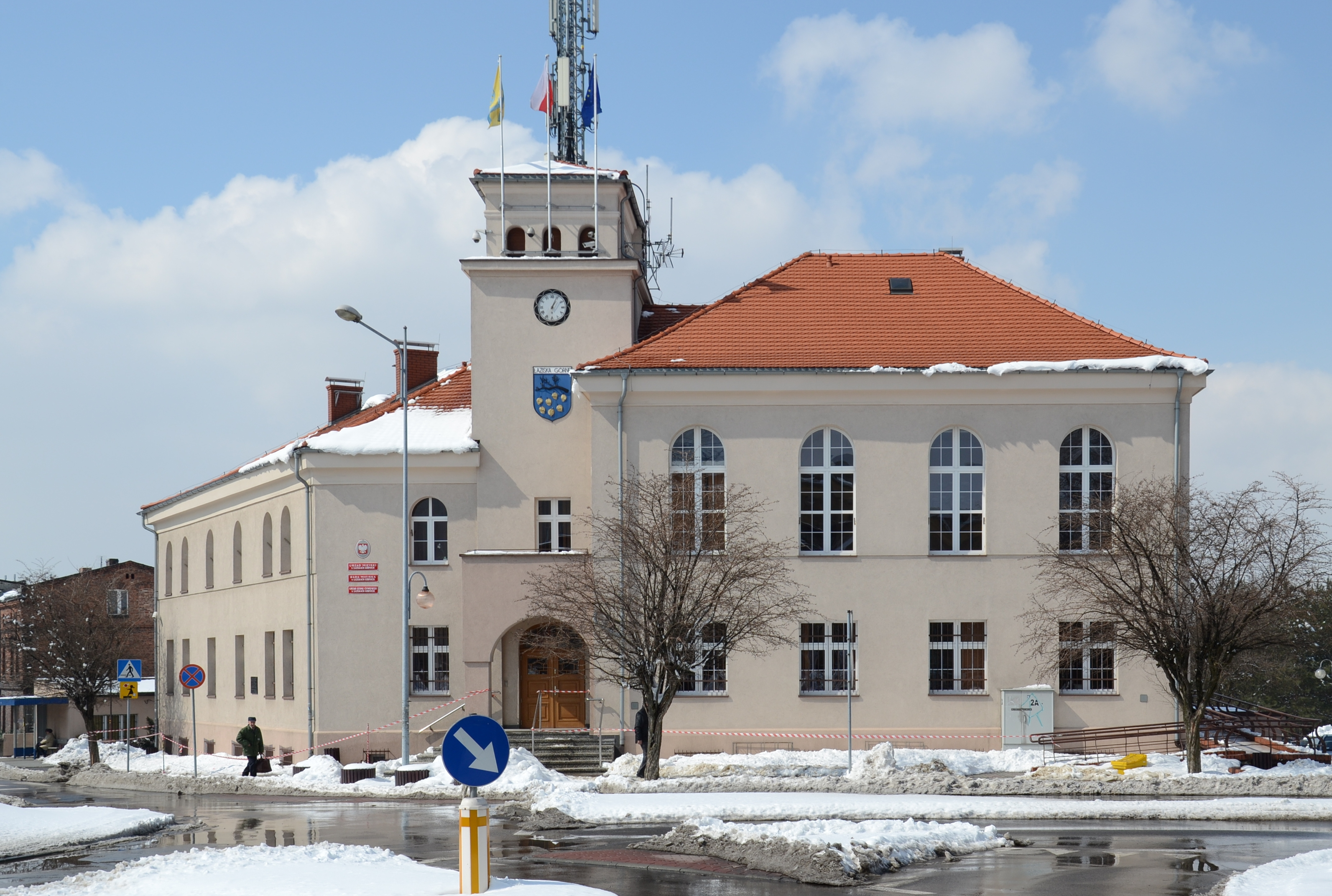
Rathaus in Ober Lazisk

### Bürgermeister
An der Spitze der Verwaltung steht der Bürgermeister. Seit 2010 ist dies Aleksander Wyra. Bei der turnusmäßigen Wahl im April 2024 gab es folgendes Resultat:
- Aleksander Wyra (Wahlkomitee „Lokales Verwaltungsforum für den Powiat Mikołowski“) 83,5 % der Stimmen
- Sebastian Handÿ-Fischer (RAŚ) 16,5 % der Stimmen

Damit wurde Amtsinhaber Wyra erneut bereits im ersten Wahlgang wiedergewählt.
Die turnusmäßige Wahl im Oktober 2018 führte zu folgendem Ergebnis:
- Aleksander Wyra (Wahlkomitee „Lokales Verwaltungsforum für den Powiat Mikołowski“) 78,5 % der Stimmen
- Andzej Pacha (PiS) 21,5 % der Stimmen

Damit wurde Amtsinhaber Wyra bereits im ersten Wahlgang wiedergewählt.

### Stadtrat
Der Stadtrat von Łaziska Górne besteht aus 15 Mitgliedern (bis 2024: 21), die in Einzelwahlkreisen gewählt werden. Bei der Wahl 2024 wurde folgendes Ergebnis ermittelt:
- Wahlkomitee „Lokales Verwaltungsforum für den Powiat Mikołowski“ 49,0 % der Stimmen, 13 Sitze
- Wahlkomitee „Unser Łaziska“ 25,1 % der Stimmen, 2 Sitze
- Wahlkomitee „Łaziska Górne – Meine Wahl“ 9,7 % der Stimmen, kein Sitz
- Ruch Autonomii Śląska (RAŚ) 6,0 % der Stimmen, kein Sitz
- Übrige 10,2 % der Stimmen, kein Sitz

Die Wahl 2018 führte zu folgendem Ergebnis:
- Wahlkomitee „Unser Land“ 28,5 % der Stimmen, 6 Sitze
- Wahlkomitee „Bürgerkomitee der Lokalen Verwaltung“ 26,8 % der Stimmen, 6 Sitze
- Wahlkomitee „Lokales Verwaltungsforum für den Powiat Mikołowski“ 26,4 % der Stimmen, 6 Sitze
- Prawo i Sprawiedliwość (PiS) 18,3 % der Stimmen, 3 Sitze

## Wirtschaft
Die Stadt ist Sitz des Computerspeicherherstellers Wilk Elektronik.

## Söhne und Töchter der Stadt
- Victor Ratka (1895–1966), Psychiater und T4-Gutachter
- Georg Irmer (1906–1987), Opernsänger und Schauspieler, geboren in Łaziska Średnie